# شاه‌تره گل‌ریز
شاه‌تره گل‌ریز (نام علمی: Fumaria parviflora)  نام یک گونه از سرده شاه‌تره است.